# Igor Igorevitch Wagner
Pour les articles homonymes, voir Wagner.
Igor Igorevitch Wagner (en russe Егор Егорович Вагнер, parfois Georg Wagner ou Egor Vagner), né le 9 décembre 1849 à Kazan et mort le 27 novembre 1903 à Varsovie, est un chimiste russe.

## Biographie
Le père de Wagner est un avocat et un fonctionnaire d'état d'origine allemande, tandis que sa mère est issu de l'aristocratie russe. Il commence à étudier le droit en 1867 à l’Université de Kazan, mais sous l’influence d'Aleksandr Mikhaïlovitch Zaïtsev, il décide de se tourner vers la chimie. Zaïtsev avait fait de Kazan un centre de chimie organique en Russie et beaucoup de ses étudiants devenaient professeurs.[réf. nécessaire] Wagner obtient son diplôme de chimie en 1874, il reçoit une bourse de deux ans et se prépare à devenir professeur[réf. nécessaire] . Il reste avec Zaïtsev pendant un an à Kazan, et passe un an avec Boutlerov à l'Université de Saint-Pétersbourg. Il devient ensuite professeur adjoint à Saint-Pétersbourg, jusqu'en 1882, puis professeur à l'Institut forestier et agricole de Puławy près de Lublin, où il crée un laboratoire de chimie organique[réf. nécessaire]. 
Il devient le premier professeur de chimie organique de l'Université de Varsovie en 1886, qu'il quitte en 1889 pour rejoindre l'école Polytechnique nouvellement fondée, et y devient professeur de chimie organique et doyen de la Faculté de chimie. 
La réaction de réarrangement de Wagner-Meerwein est nommée d'après Wagner et Hans Meerwein. Wagner propose que le chlorure de bornyle subisse un réarrangement interne pour former du pinène. Ce type de réarrangement a ensuite été généralisé par Meerwein.